# Deutsche Kriegsgräberstätte Vorwerker Friedhof

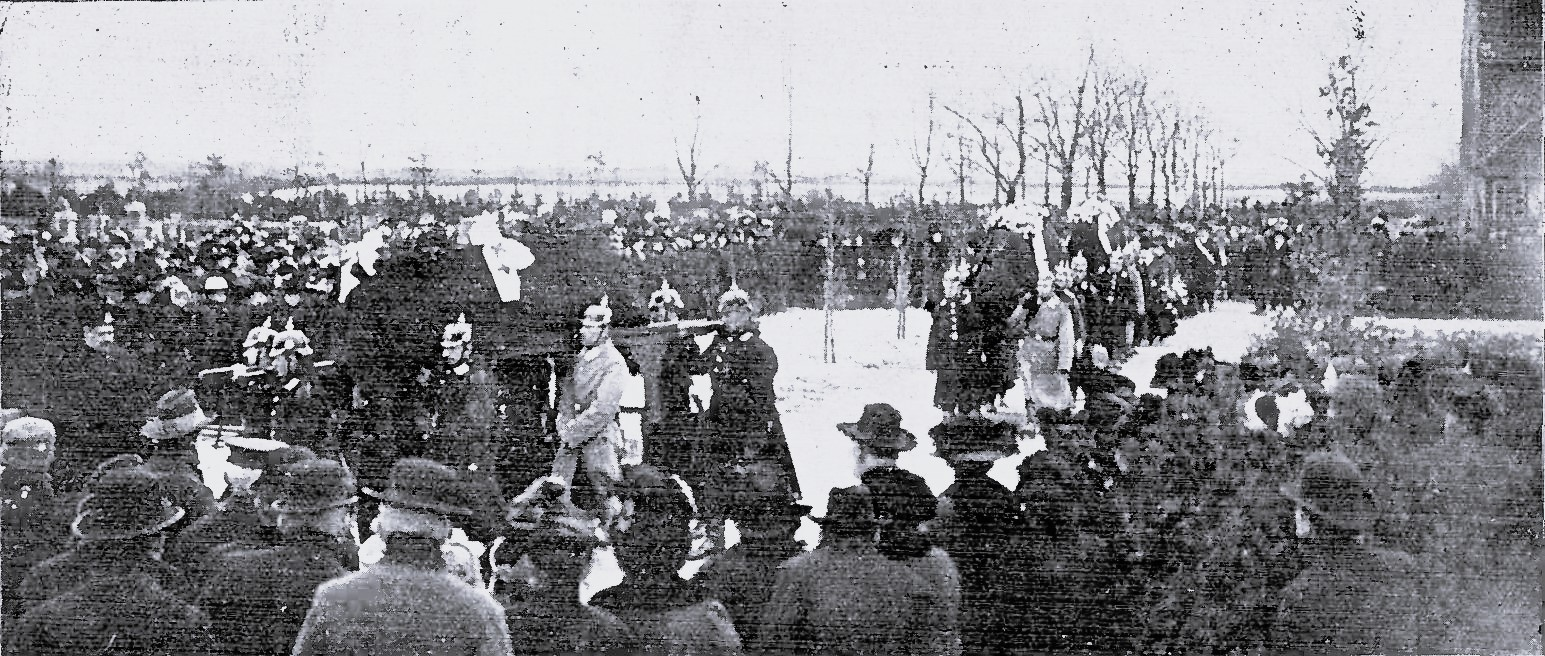
23. November 1914, Beisetzung

Die Deutsche Kriegsgräberstätte Vorwerker Friedhof ist die Sammelbezeichnung für die nach dem Gräbergesetz geschützten Gräber deutscher Kriegstoter auf dem Vorwerker Friedhof  an der Friedhofsallee in Lübeck.

## Umfang
Die Deutsche Kriegsgräberstätte Vorwerker Friedhof besteht aus
- den Ruhestätten für die verstorbenen deutschen Soldaten des Ersten Weltkriegs in Block 3 und 15
- dem Gräberfeld für verstorbenen deutschen Soldaten des Zweiten Weltkriegs in Block 12
- dem Gräberfeld für die Bombenopfer und Vertriebenen in Block 13.[1]

## Deutsche Kriegsgräber des Ersten Weltkriegs

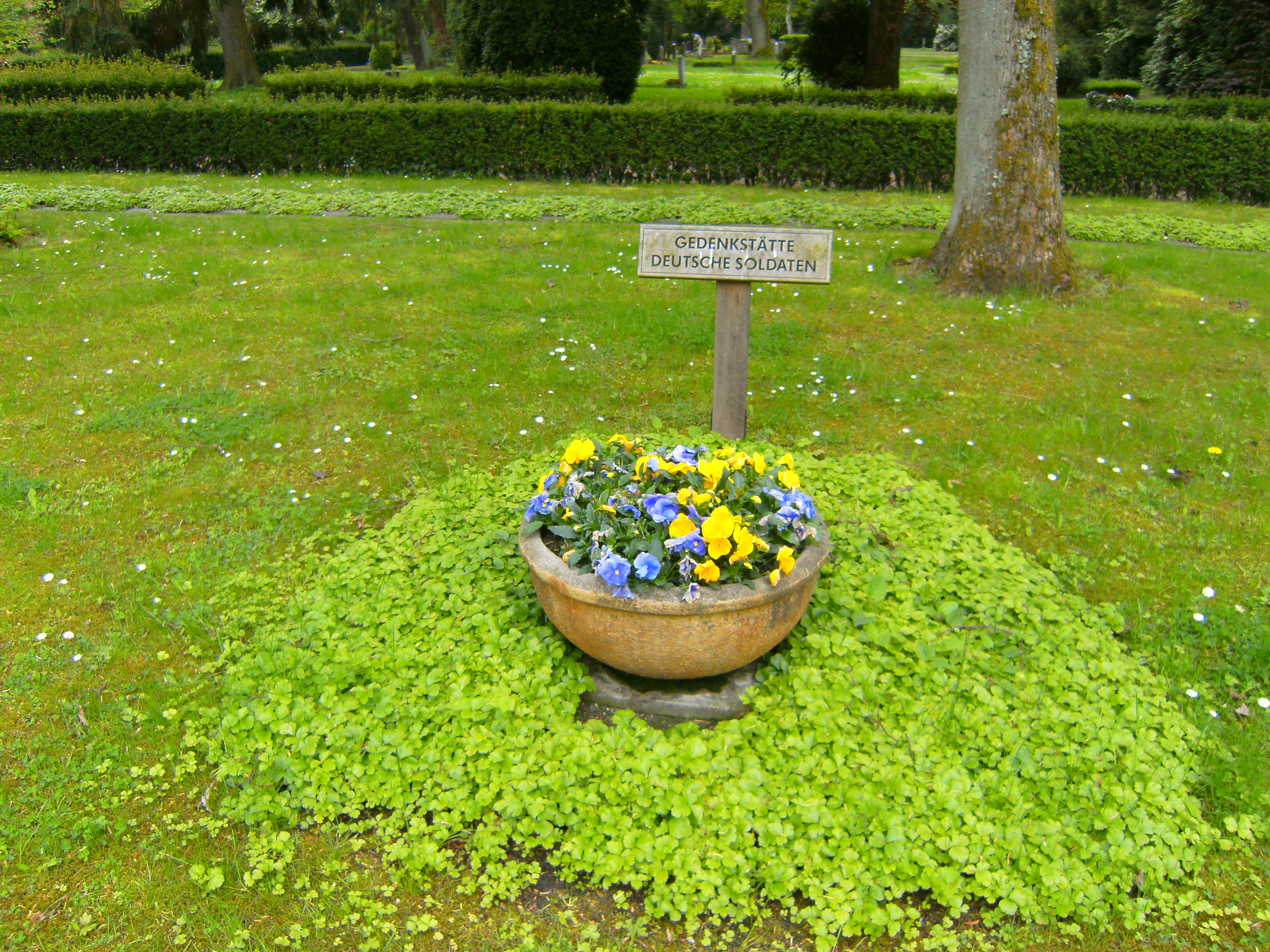
Kriegsgräberstätte des Ersten Weltkriegs in Lübeck innerhalb des Vorwerker Friedhofs. Block 3 bei Kapelle 1.

Die Kriegsintendantur des IX. Armee-Korps aus Altona errichtete zu Beginn des Krieges ein als Barackenlazarett bezeichnetes Militärkrankenhaus, das das deutschlandweit größte Krankenhaus in diesem Krieg wurde, auf dem Burgfelde. Für die dort Verstorbenen hatte die Friedhofsbehörde den schönsten Platz hinter der Hauptkapelle des Vorwerker Friedhofs provisorisch, da die Errichtung eines Hains geplant war, zur Verfügung gestellt.
Die Kriegsgräber der Soldaten des Ersten Weltkriegs in Block 3 sind bei der Kapelle 1 durch Kissensteine am Rande des Gräberfeldes gekennzeichnet. (Lage)
Weitere Kriegsgräber der Soldaten des Ersten Weltkriegs befinden sich in Block 15. (Lage)

## Deutsche Kriegsgräber des Zweiten Weltkriegs

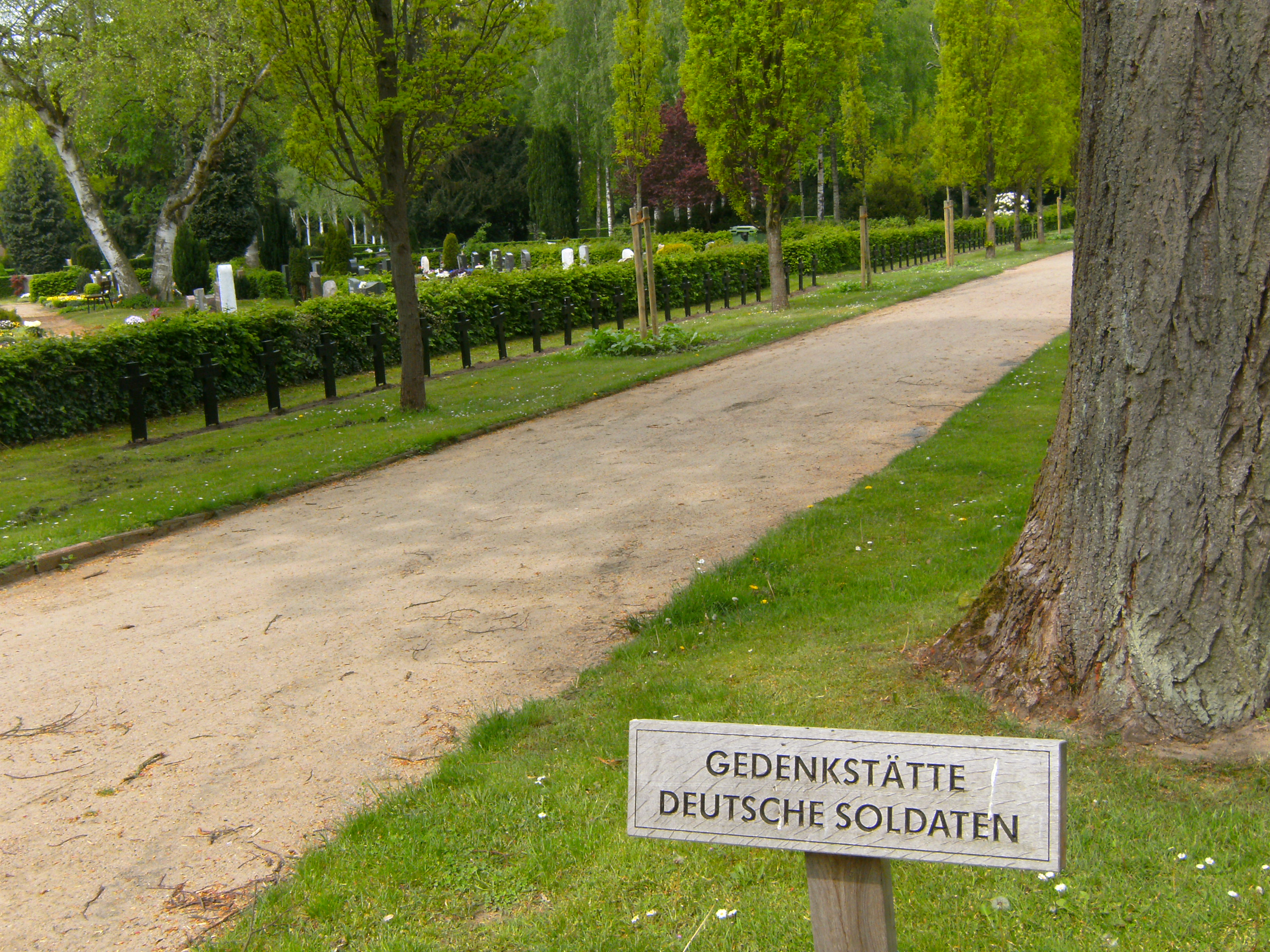
Kriegsgräberstätte des Zweiten Weltkriegs innerhalb des Vorwerker Friedhofs. Block 12 nahe Kapelle 1.

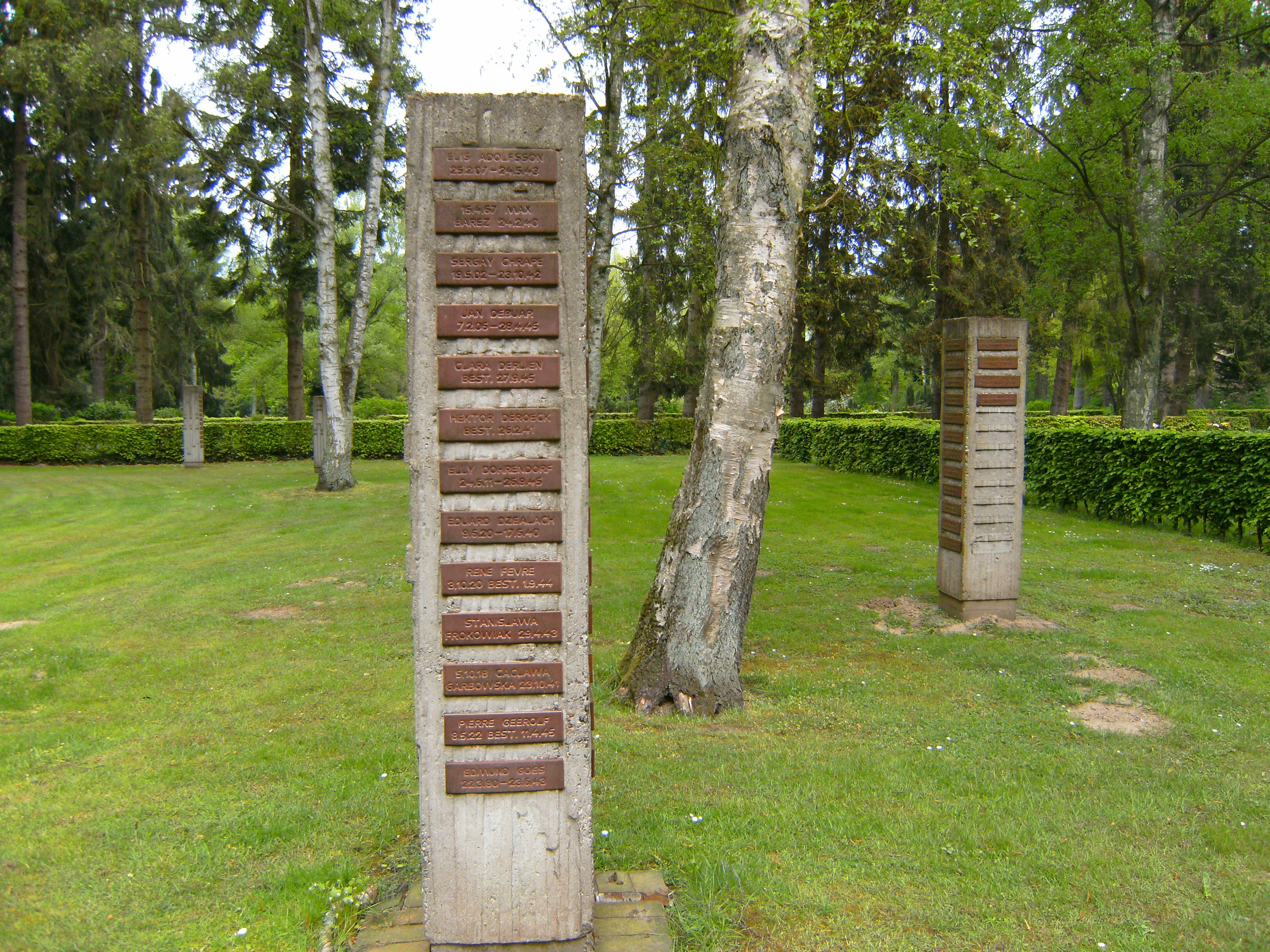
Vorwerker Friedhof in Lübeck, Block 13. Kriegsgräberstätte. Grabstelen für Opfer männlich und weiblich, Todesdaten ca. 1941–1945.

Die Kriegsgräber der verstorbenen deutschen Soldaten des Zweiten Weltkriegs befinden sich entlang eines baumgesäumten Pfades, der vom Brunnen bei der Kapelle 1 Richtung Fackenburger Landgraben führt.(Lage)
An seinem Ende befindet sich das vom Ehrenfriedhof hierher versetzte Denkmal für die gefallenen Absolventen der Großheimschen Realschule.

## Kriegsgräberstätte Bombenopfer und Vertriebene

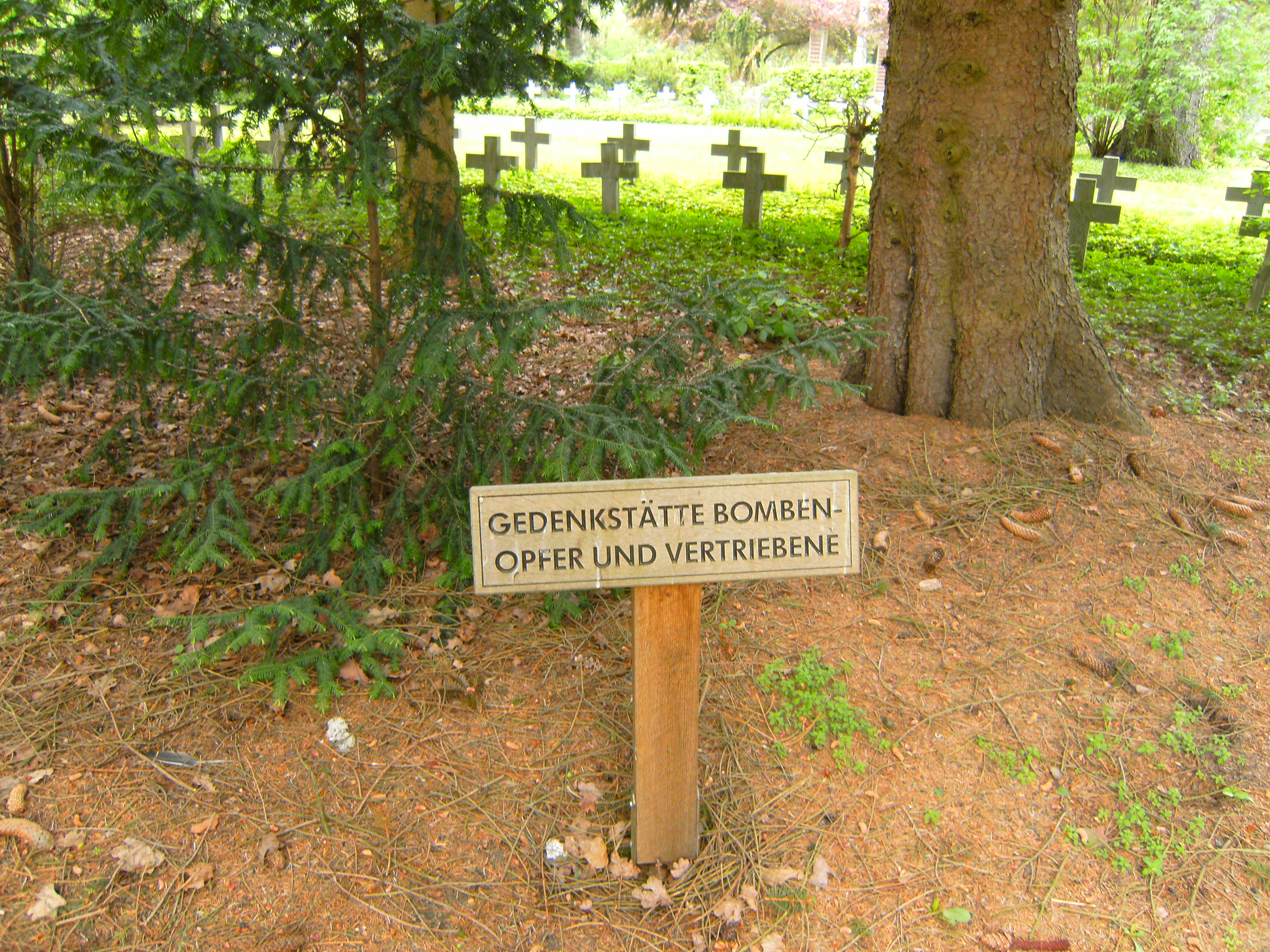
Vorwerker Friedhof in Lübeck, Block 13. Hinweisschild auf Kriegsgräberstätte Bombenopfer und Vertriebene.

Ein Massengrab mit Bombenopfern und Flüchtlinen des Zweiten Weltkriegs liegt etwa in der Mitte des Friedhofs an der Allee, die Kapelle 2 und den Brunnen bei Kapelle 1 verbindet. (Lage) Auf einem der getrennten Gräberfeldern befinden sich Reihen von Steinkreuzen auf dem anderen Stelen mit Namen. Vor Ort gibt es keine Hinweise auf das Schicksal der Bestatteten (Stand Mai 2015).

## Weitere deutsche Kriegsgräberstätten in Lübeck
- Ehrenfriedhof (Lübeck)
- Friedhof Waldhusen, im Stadtteil Kücknitz